# Schleppleine
Eine Schleppleine ist eine spezielle Ausführung einer Hundeleine, welche außer der Befestigungsmöglichkeit am Brustgeschirr keine weiteren Ösen, Karabiner, Schlaufen oder ähnliches aufweist. Schleppleinen sind mit 5 bis 20 Metern meist länger als Führleinen und in der Regel auch dünner (siehe Sonderkonstruktionen von Hundeleinen).
Schleppleinen werden verwendet, um Fähigkeiten oder Kommandos zu trainieren, die der Hund in einem gewissen Abstand zur führenden Person ausführen soll. In der Regel zieht der Hund die durchhängende Schleppleine hinter sich her, so dass sie auf dem Boden schleift. Die Kontrolle des Hundes geschieht, indem die führende Person bei Bedarf auf die Leine tritt und so ein gegebenes akustisches Stopp-Signal verstärken kann. Die Leine kann aber auch von der führenden Person in der Hand gehalten werden, was insbesondere in der Fährtenarbeit üblich ist. Schleppleinen sollten wegen der Verletzungsgefahr für den Hund nicht am Halsband, sondern stets am Brustgeschirr befestigt werden. Auch bei der führenden Person besteht Verletzungsgefahr, insbesondere, wenn sie versucht, einen Hund aus vollem Lauf zu stoppen, indem sie das Seil mit der Hand hält. Generell sollten bei der Schleppleinenarbeit Handschuhe getragen werden. Ein Stoppen mit der Hand ist dennoch zu vermeiden.
Ein Rückruftraining mit der Schleppleine verlangt bis zum zuverlässigen Abrufen einen langen Einsatz der Leine bei jedem Spaziergang, als Richtwert kann ein Jahr gelten. Kann der Hund sich nach zu frühem Abbau der Leine dem Rückrufkommando entziehen, muss das Training neu begonnen werden.